# Rosse kolibrie
De rosse kolibrie (Selasphorus rufus) is een vogel uit de familie Trochilidae (kolibries).

## Verspreiding en leefgebied
Deze soort komt voor in zuidoostelijk Alaska, westelijk Canada en de noordwestelijke Verenigde Staten.

## Status
De grootte van de populatie is in 2019 geschat op 22 miljoen volwassen vogels. Op de Rode lijst van de IUCN heeft deze soort de status niet bedreigd.  